# Terremoto dello Yushu del 2010
Il terremoto del Yushu del 2010 è stato un evento sismico verificatosi nella prefettura autonoma tibetana di Yushu, nella provincia del Qinghai in Cina, il 14 aprile 2010 alle ore 7:49 locali (23:49 del 13 aprile UTC), con una magnitudo di 6,9 Mw (USGS) oppure di 7,1 Ms (Agenzia Nuova Cina).

## Geologia
La regione del Qinghai giace sulla parte nordorientale della placca tibetana, formatasi a causa della collisione tra la placca indiana e quella euroasiatica. Il terremoto si è verificato nella faglia di Yunshu, a circa 300 km a sud della faglia di Kunlun. La faglia di Yunshu fa parte del sistema di faglie di Xianshuihe, uno dei più attivi nella zona del Tibet orientale.

### Scosse di Assestamento
Al terremoto iniziale sono seguite molte scosse di assestamento, quattro delle quali con magnitudo superiore a 5 Mw, inclusa una di ben 5,8 Mw.

## Danni e Vittime
Secondo l'Agenzia Nuova Cina 2 698 persone sarebbero rimaste uccise, mentre 270 sarebbero i dispersi e 12 135 i feriti, di cui 1 434 in modo grave. L'epicentro del sisma è stato calcolato nei pressi della città di Gyêgu, non molto lontano dal confine cinese col Tibet. La regione colpita è diffusamente popolata e si trova sulla placca tibetana, regolarmente colpita da terremoti.
A causa della natura franosa del terreno, molte infrastrutture sono andate distrutte; i primi soccorsi sono arrivati dall'Esercito Popolare di Liberazione che stanzionava nella regione del Tibet. Nella prefettura di Yushu sono crollate undici edifici scolastici. Più dell'85% degli edifici di Gyegu, costruiti in legno, sono andati distrutti, lasciando intrappolate tra le macerie centinaia di persone.

## Reazioni
Il presidente cinese Hu Jintao e il premier Wen Jiabao hanno invito tutti i soccorsi necessari nella zona colpita dal sisma, il vice premier Hui Liangyu si è, invece, recato personalmente nella regione. Molte nazioni e organizzazioni hanno espresso le proprie condoglianze e hanno fatto sapere di essere disposte a offrire assistenza se necessario. Il premier Wen Jiabao è arrivato a Yushi il 15 aprile, posticipando il suo viaggio nel sudest asiatico.
La Croce Rossa Americana ha inviato 50.000 dollari come somma iniziale per aiutare le famiglie della provincia di Qinghai.